# Jutta Ditfurth
Jutta Gerta Armgard von Ditfurth (Würzburg, 29 settembre 1951) è una sociologa, scrittrice e politica tedesca.

## Biografia
Essendo nata nella nobile casa di Ditfurth, i suoi membri erano stati nobili ministeriali investiti di titoli amministrativi ereditari e uffici in varie regioni dell'odierna Sassonia-Anhalt e Bassa Sassonia e in altre parti del Sacro Romano Impero, figlia del medico tedesco e giornalista scientifico Hoimar von Ditfurth e sorella dello storico Christian von Ditfurth, nel 1978 tentò di cambiare legalmente il suo nome per rimuovere la particella nobiliare "von" e diventare Jutta Ditfurth, ma fu rifiutata la modifica da parte delle autorità. Tuttavia è conosciuta in tutta la Germania con il suo nome non nobile adottato, che preferisce.
Ditfurth ha studiato storia dell'arte, sociologia, scienze politiche, storia economica e filosofia in Germania, Scozia e Stati Uniti, nelle università di Heidelberg, Amburgo, Friburgo, Glasgow, Detroit e Bielefeld, laureandosi come sociologa nel 1977. Dopo della laurea, ha lavorato come sociologa, giornalista e scrittrice.
Ditfurth è stato politicamente attiva all'interno della New Left dai primi anni '70, unendosi a gruppi internazionalisti e femministi, nonché partecipando al nascente movimento anti-nucleare e verde. Intorno al 1980, divenne membro del ritrovato Partito Verde tedesco. Negli anni '80, fu contattata dalla CIA per lavorarci, ma rifiutò. Verso la fine degli anni '80, divenne molto critica nei confronti della successiva traiettoria del Partito verde tedesco, che descrisse come controrivoluzionaria, gerarchica e nepotistica; ha lasciato i Verdi nel 1991.
Come candidato in una lista internazionale del partito di sinistra greco Nuova Corrente di Sinistra durante le elezioni europee del 1999, ha condotto una campagna di coinvolgimento militare tedesco e NATO nella guerra del Kosovo, ma non ha ottenuto voti sufficienti per ottenere un seggio al Parlamento europeo. Nel 2000, ha co-fondato il partito tedesco minore Sinistra Ecologica, di cui rimane membro e con il cui partito ha ottenuto un seggio nel parlamento della città di Francoforte nel 2001 e 2011. Nel 2007, ha pubblicato una biografia della Rote Armee Fraktion Membro della fazione Ulrike Meinhof.
Attualmente vive a Francoforte. Le sue opere rimangono in gran parte non tradotte in inglese.
Citazione sulla politica verde

## Pubblicazioni
- Haltung und Widerstand: Eine epische Schlacht um Werte und Weltbilder. Osburg Verlag, Hamburg (August) 2019, ISBN 978-3-95510-203-6
- Rudi Dutschke und Ulrike Meinhof. Geschichte einer politischen Freundschaft. (2008) 2., erweiterte Auflage, Konkret, Hamburg 2018, ISBN 978-3-930786-83-1.
- Mit Thomas Ebermann: Moderner Antisemitismus, Querfront und völkische Bewegung: Die Vorträge auf der Solidaritätsveranstaltung am 27.2.2015 im Kafe Marat, München. Ein Film von ÖkoLinX-Antirassistische Liste. ÖkoLinX, 2015, ISBN 3-9817558-0-4.
- Halt die Klappe bis du denken kannst, Sigmar Gabriel! In: Markus Liske, Manja Präkels (Hrsg.): Vorsicht Volk! Oder: Bewegungen im Wahn? verbrecher Verlag, Berlin 2015, ISBN 3-95732-121-2, S. 128–130
- Der Baron, die Juden und die Nazis. Reise in eine Familiengeschichte. Hoffmann & Campe, Hamburg 2013, ISBN 978-3-455-50273-2.
- Worum es geht – Flugschrift. Rotbuch, Berlin 2012, ISBN 978-3-86789-154-7.
- Krieg, Atom, Armut. Was sie reden, was sie tun: Die Grünen. Rotbuch, Berlin 2011, ISBN 978-3-86789-125-7.
- Zeit des Zorns. Streitschrift für eine gerechte Gesellschaft. Droemer, Frankfurt am Main 2012, ISBN 978-3-426-55855-3.
- Die Himmelsstürmerin. Roman. (1998) Überarbeitete Neuausgabe, Rotbuch, Berlin 2010, ISBN 978-3-426-55855-3.
- Kommunismus und Natur. Das aufgelöste Rätsel der Geschichte. Über Wissenschafts- und Technikgläubigkeit, Ignoranz der Naturfrage und das rassistische und eugenische Menschenbild in der sozialdemokratischen und leninistischen Linken und der Arbeiterbewegung. In: Yvonne Boenke (Hrsg.): „Lieber einen Knick in der Biographie als einen im Rückgrat“. Festschrift zum 70. Geburtstag von Horst Herrmann. Telos, Münster 2010, ISBN 978-3-933060-31-0, S. 97–113.
- Ulrike Meinhof. Die Biografie. Ullstein, Berlin 2007, ISBN 978-3-550-08728-8.
- Durch unsichtbare Mauern. Wie wird so eine links? Kiepenheuer & Witsch, Köln 2002, ISBN 3-462-03083-3.
- Das waren die Grünen. Abschied von einer Hoffnung. Econ, München 2000, ISBN 3-548-75027-3.
- Feuer in die Herzen. Gegen die Entwertung des Menschen. (1992) Erweiterte und aktualisierte Neuausgabe, Konkret-Literatur-Verlag, Hamburg 1997, ISBN 3-89458-159-X.
- Entspannt in die Barbarei. Esoterik, (Öko-)Faschismus und Biozentrismus. Konkret-Literatur-Verlag, Hamburg 1996, ISBN 3-89458-148-4.
- Was ich denke. Goldmann, München 1995, ISBN 3-442-12606-1.
- Blavatzkys Kinder. Lübbe, Bergisch Gladbach 1995, ISBN 3-404-12380-8
- Lebe wild und gefährlich. Radikalökologische Perspektiven. Kiepenheuer & Witsch, Köln 1991, ISBN 3-462-02106-0
- Mit Manfred Zieran: Träumen, Kämpfen, Verwirklichen. Politische Texte bis 1987. Kiepenheuer & Witsch, Köln 1988, ISBN 3-462-01903-1.
- Mit Robert Jungk, Peter Rogge, Hans Ruh: Die Zukunft berechnen – eine Illusion? Mit einem Nachwort von Jürg Altwegg. Unisys, Sulzbach 1988
- Mit Rose Glaser: Die tägliche legale Verseuchung unserer Flüsse und wie wir uns dagegen wehren können. Ein Handbuch mit Aktionsteil. Rasch und Röhring, Hamburg/Zürich 1987, ISBN 3-89136-163-7.